# High Forces
Pour plus de détails, voir Fiche technique et Distribution.
High Forces (Wei Ji Hang Xian, 危机航线) est un film d'action sino-hongkongais écrit et réalisé par Oxide Pang et sorti en 2024. Produit et interprété par Andy Lau, il met en scène un expert en sécurité internationale qui combat des pirates de l'air à bord d'un Airbus A380.
Le film est annoncé pour la première fois en mars 2020 et le tournage commence officiellement le 27 septembre 2021.
Premier film en langue chinoise à montrer l'intérieur de l'Airbus A380, la production aurait dépensé 300 millions HK$ pour construire une réplique grandeur nature de l'avion,.

## Synopsis
Gao Haojun (Andy Lau), un ancien officier de la police spéciale (en), a autrefois, alors qu'il maîtrisait des voleurs qui dévalisaient une bijouterie, aveuglé accidentellement sa fille, Xiaojun (Zhang Zifeng), ce qui a brisé sa famille et il se sent coupable depuis. Après que sa femme, Yuan (Liu Tao (en)), l'ait quitté en emportant leur fille avec elle, Gao démissionne de la police et devient expert en sécurité internationale. Des années plus tard, il croise son ex-femme et sa fille alors qu'il monte à bord d'un luxueux Airbus A380. Cependant, pendant le vol, 12 pirates de l'air s'emparent de l'avion et retiennent ses 800 passagers en otage à plus de 10 000 pieds dans les airs. Alors que les malfaiteurs tuent sans pitié les passagers de la classe économique, Gao s'engage dans une bataille discrète contre eux avec l'aide secrète de sa fille qui lui fournit des informations.

## Fiche technique
- Titre original : 危机航线
- Titre international : High Forces (anciennement Crisis Route)
- Réalisation et scénario : Oxide Pang
- Scénario : Sun Chan et Bai Yu
- Production : Andy Lau et Alvin Lam
- Société de production : Universe Entertainment, Focus Films, Tianjin Maoyan Weiying Culture Media (en), Yingming Culture Communication, Shanghai Tao Piao Piao Movie & TV Culture (en), Sun Entertainment Culture, Universe Matrix Century Films Distribution (Pékin) Company et Universe Films Distribution
- Société de distribution : Universe Films Distribution
- Pays de production :  Hong Kong et  Chine
- Langues originales : cantonais et mandarin
- Format : couleur
- Genre : action
- Durée : 115 minutes
- Dates de sortie[3] :
  - Chine : 30 septembre 2024
  - Hong Kong : 10 octobre 2024

## Distribution
- Andy Lau : Gao Haojun
- Zhang Zifeng : Gao Xiaojun
- Qu Chuxiao (en)
- Liu Tao (en) : Fu Yuan
- Guo Xiaodong : Li Hangyu
- Jiang Mengjie (en)
- Jiang Chao (en)
- Gao Shuguang
- Wang Longzheng
- Eric Chou (en)
- Zhang Yao
- Zhang Yang

## Production
Le président d'Universe Entertainment, Daneil Lam, annonce le film pour la première fois en mars 2020, avec pour titre provisoire A380, et qu'il est en négociation avec Andy Lau pour jouer le rôle principal alors que la production doit commencer à l'été de la même année,.
Le 9 mars 2021, il est annoncé que Lau serait la vedette du film ainsi que le producteur, avec Alvin Lam en tant que coproducteur et Oxide Pang à la réalisation. Il est également confirmé que Liu Tao (en) et Zhang Zifeng participeraient au film, jouant respectivement la femme et la fille du personnage de Lau. Le titre officiel devient Crisis Route et la production doit commencer début septembre de la même année.
Le tournage principal du film débute officiellement le 27 septembre 2021, jour du 60e anniversaire de Lau, à Qingdao. Une cérémonie de lancement de la production est organisée ce jour-là en même temps qu'une célébration d'anniversaire pour Lau. Une affiche teaser interactive est publiée comportant un code QR qui permet d'accéder à une annonce de détournement d'avion avec la voix de l'acteur Guo Xiaodong, qui joue le PDG d'une compagnie aérienne dans le film[réf. nécessaire].